# Ischak Ibragimowitsch Isljamow

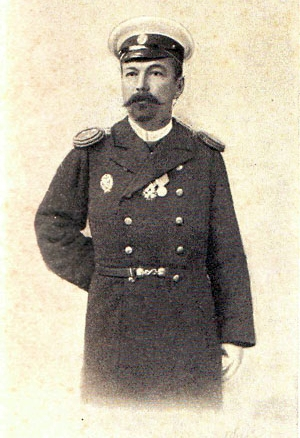
Ischak Ibragimowitsch Isljamow (1904)

Ischak Ibragimowitsch Isljamow (russisch Исхак Ибрагимович Ислямов; * 15. Junijul. / 27. Juni 1865greg. in Kronstadt; † 3. Juni 1929 in Konstantinopel) war ein russischer Marine-Offizier, Hydrograph und Polarforscher tatarischer Herkunft.

## Leben

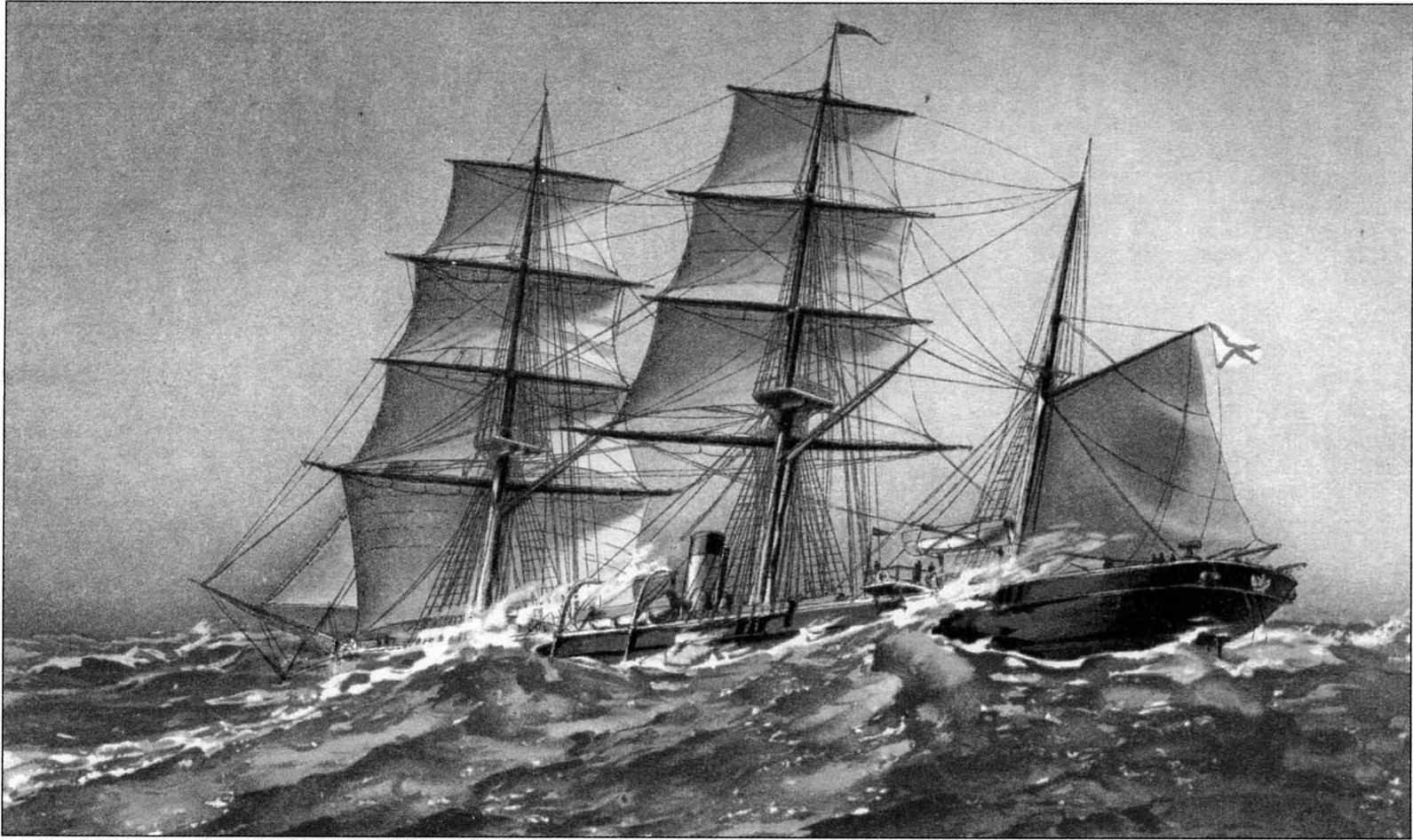
Klipper Rasboinik

Isljamow, Sohn eines Marine-Unteroffiziers, besuchte die Kronstädter Realschule und schloss 1885 seine Ausbildung an der Technik-Schule des Marine-Amts in der Steuermann-Abteilung als Podporutschik ab. Er diente dann auf dem Segel-Schrauben-Klipper Rasboinik und nahm 1887–1890 an dessen Weltumsegelung von Kronstadt nach Wladiwostok um Kap Hoorn und Kap der Guten Hoffnung herum teil. Das Hydrographie-Studium an der Nikolai-Marine-Akademie schloss er 1894 ab.
Isljamow war 1897 an der Expedition zur Erforschung der Lagune Kara-Bogas-Gol des Kaspischen Meers beteiligt. 1898 wurde er zum Leutnant befördert. Von Mai bis August 1899 nahm er an der Probefahrt des Eisbrechers Jermak unter dem Kommando Stepan Makarows nach Spitzbergen teil und führte meteorologische und hydrographische Messungen durch. Die Ergebnisse veröffentlichte er in der Hydrographie-Zeitschrift, und später erschienen sie als Buch. Er blieb auf dem Eisbrecher bis 1901.
Im Russisch-Japanischen Krieg nahm Isljamow auf dem Panzerschiff Sewastopol an den Kämpfen in Port Arthur teil. 1910 und 1911 kommandierte er Kanonenboote auf dem Amur. Im Dezember 1912 wurde er zum Kapitän 1. Ranges befördert und leitete nun die Flussbasis Chabarowsk.
1914 leitete Isljamow die westliche Rettungsexpedition des Marine-Amts zur Suche nach den verschollenen Expeditionen Georgi Brussilows, Georgi Sedows und Wladimir Russanows. Zur Rettungsexpedition gehörten die Bark Eklips, das Dampfschiff Petschora und die Dampf-Schoner Herta und Andromeda. Während die Eklips unter dem Kommando Otto Sverdrups nach Brussilow in der Nordostpassage suchte, durchsuchten die übrigen Schiffe das Seegebiet Nowaja Semljas und Franz-Josef-Lands. Erstmals wurde auch ein Flugzeug eingesetzt: Jan Nagórski mit dem Farman M.F.11-Wasserflugzeug erkundete das Eis und die Küste Nowaja Semljas. Isljamow auf der Herta verfehlte die Sedow-Expedition, die sich selbst retten konnte, und hisste eine russische Flagge auf Franz-Josef-Land. Die Eklips blieb vor der Taimyrhalbinsel im Eis stecken und musste dort überwintern. Ein Teil der Mannschaft wurde unter der Führung Nikifor Begitschews auf Rentieren evakuiert. Im Herbst 1915 erreichte die Eklips die Insel Einsamkeit, wo die russische Flagge gehisst wurde.
Im Ersten Weltkrieg leitete Isljamow die Arbeiten zur Vertiefung der Zufahrt zur Helsinki-Reede. 1917 wurde er als Generalmajor pensioniert. Nach der Oktoberrevolution wurde er in das Helsinki-Moslem-Exekutivkomitee der Armee, Flotte und Arbeiter gewählt. Im Bürgerkrieg arbeitete er für die Weißen im Militärhafen Odessa. Ende 1919 emigrierte er nach Konstantinopel und leitete den Hydrographie-Teil der russischen Marine-Basis. Er war Vizevorsitzender des Verbands der Marine-Offiziere und lehrte an der Stambuler Marine-Schule. Er erstellte ein Wörterbuch der tatarischen Wurzeln in Russischer Sprache.
Isljamows Sohn Mitschman Jakow Isljamow (* 1897) starb 1926 bei einem der ersten Transatlantik-Flüge.

## Ehrungen, Preise
- Sankt-Stanislaus-Orden III. Klasse (1899), II. Klasse (1905)[3]
- Orden des Heiligen Wladimir IV. Klasse mit Schwertern und Schleife (1904)[3]
- Russischer Orden der Heiligen Anna IV. Klasse (1905), II. Klasse (1908)[3]